# Arctia bioculata
Arctia bioculata är en fjärilsart som beskrevs av Leo Andrejewitsch Sheljuzhko 1935. Arctia bioculata ingår i släktet Arctia och familjen björnspinnare. Inga underarter finns listade i Catalogue of Life.